# Долиці
Долиці (хорв. Doliće) — населений пункт у Хорватії, у Крапинсько-Загорській жупанії у складі міста Крапина.

## Населення
Населення за даними перепису 2011 року становило 436 осіб.
Динаміка чисельності населення поселення: